# Преображення Господнє

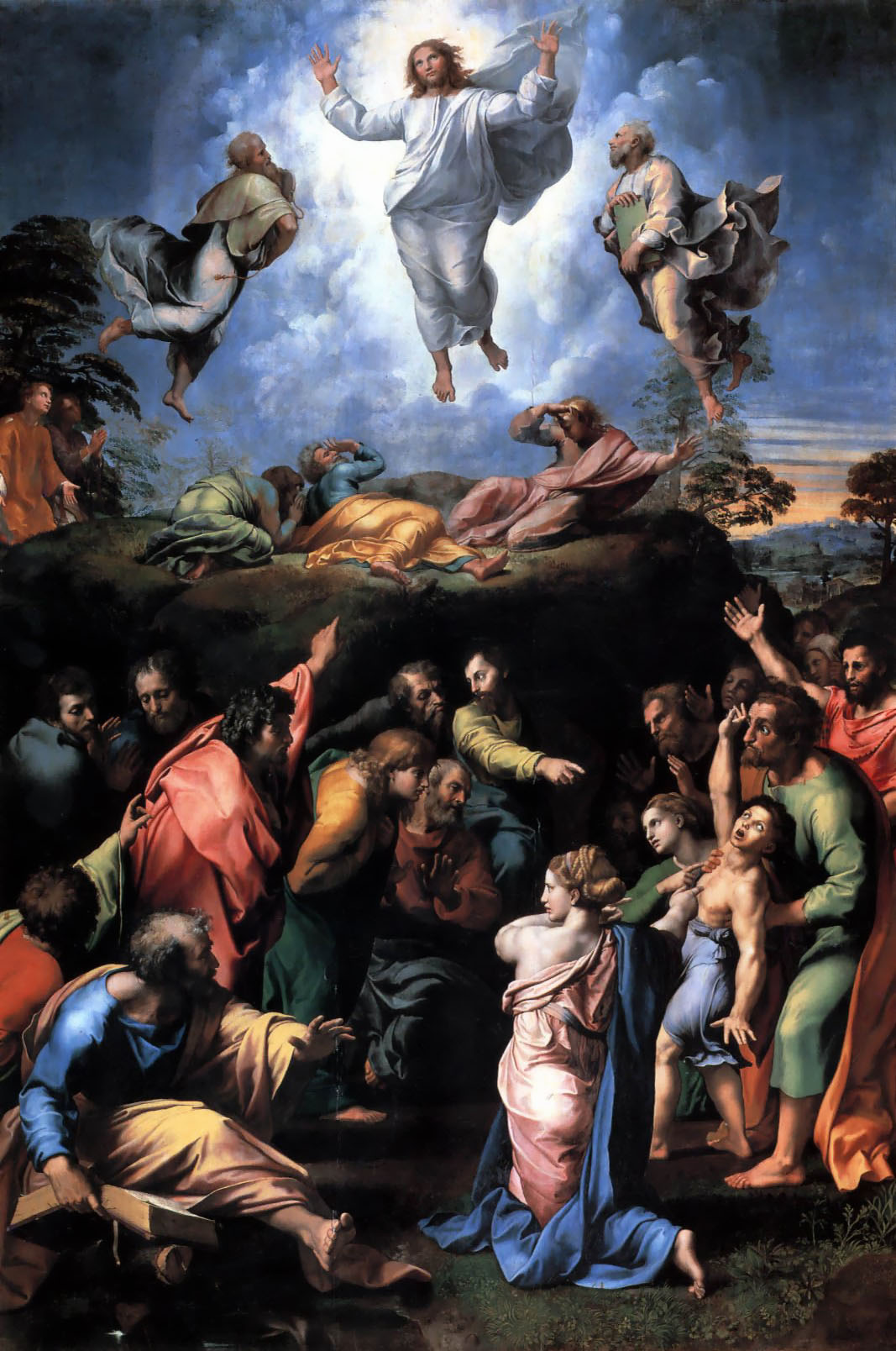
Рафаель: Преображення Господнє на горі Табор

Преобра́ження Господнє — описане в Євангеліях таємниче преображення (перетворення), явлення Божественної величі й слави Христа на горі Фавор. Свято Преображення вшановується низкою християнських конфесій, переважно, східними, зокрема у православ'ї, 6 серпня (в Україні відоме як Спас).

## Розповідь про подію в Євангеліях
За Матвієм, Марком та Лукою (Мт. 17:1–6, Мк. 9:1–8, Лк. 9:28–36), одного дня Ісус узяв із собою трьох апостолів: Петра, Якова та Івана, — і привів їх на «високу гору», яку часто ототожнюють з горою Фавор. Там на їхніх очах він «переобразився»: його вбрання стало сліпучо білим, а обличчя засяяло, мов сонце. Біля нього, уособлюючи Закон і пророків, з'явився Мойсей та Ілля. Світла «ясна» хмара огорнула їх, а голос із тієї хмари промовив: «Це — мій улюблений Син, що я його вподобав: його слухайте» (Мт. 17:5, 2 Пт.1:17). Петро, думаючи, що остаточно надійшла година Божої слави та вічного святкування Кущів, хотів натягнути три намети. Але за мить апостоли не побачили нікого, крім самого Ісуса (Мт. 17:1–8). Розповідь про преображення подається між двома повідомленнями Ісуса про близьку смерть і воскресіння. У цій сцені присутність Мойсея та Іллі поруч з Ісусом означає зв'язок між старим і новим Завітом. Світло, що переображує Ісуса, є водночас відображенням божественної слави (як у випадку з Мойсеєм на горі Синай; Вих. 34:29) і передвістям слави його воскресіння. Вона не осяє його, допоки він не пройде випробування смертю. Троє очевидців Преображення Ісуса стануть очевидцями його агонії.

## Преображення в мистецтві
Іконопис:
- Андрій Рубльов (1405);
- Феофан Грек (Москва, XV ст.).

Картини:
- Фра Анжеліко (1441, Флоренція);
- Джованні Белліні (1480, Неаполь);
- Рафаель (1520, Ватикан).

Музика:

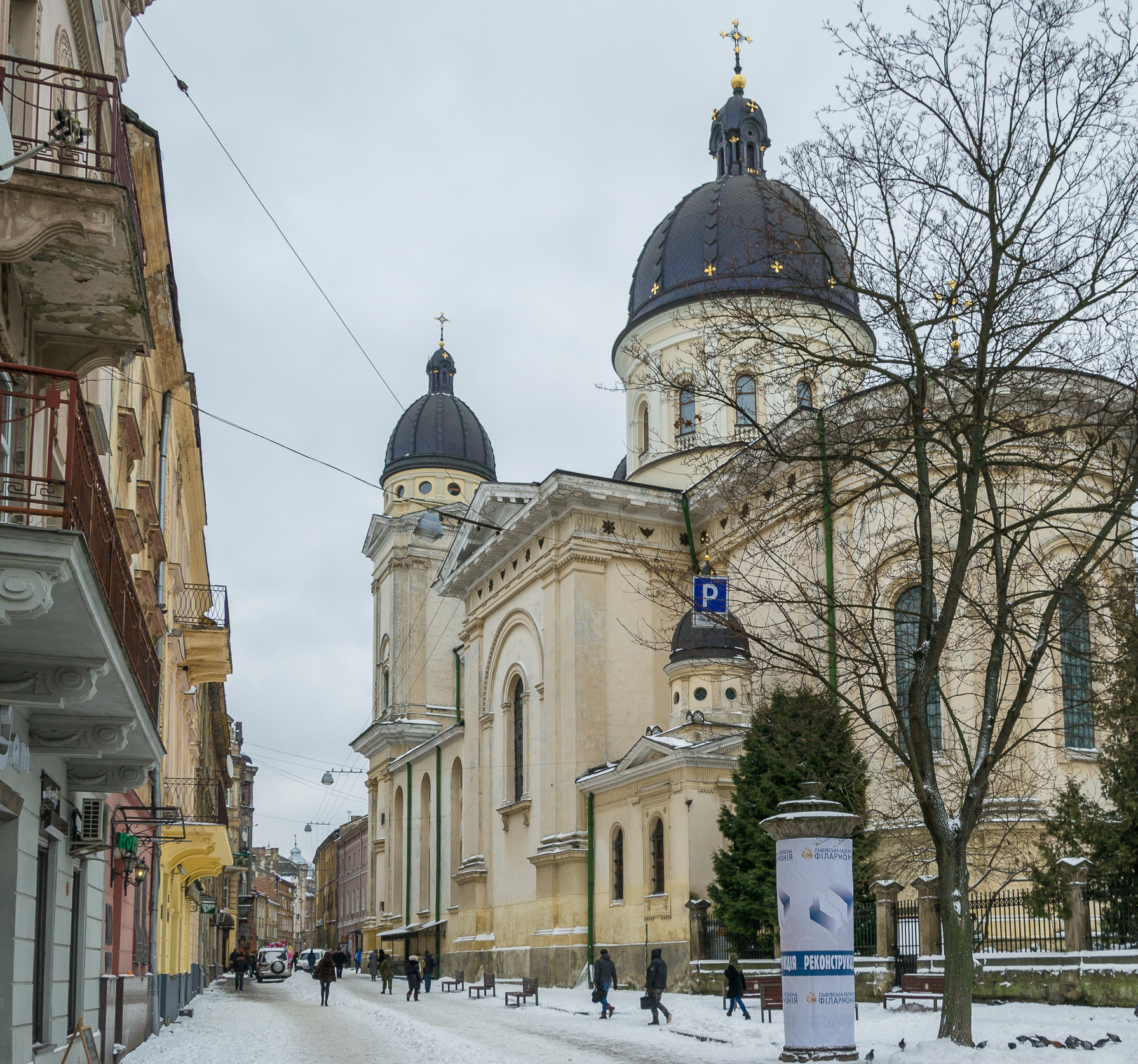
Церква Преображення Господнього у Львові

- Ференц Ліст, «In festo Transfigurationis Domini nostri» для фортепіано, «Преображення Господа нашого Ісуса Христа», ораторія для хору та оркестру, 1869.

Література:
- Франсуа Рабле «Гаргантюа та Пантагрюель» (1534, розділ Х);
- П'єр Емманюель «Ти», 1978.

## Традиції

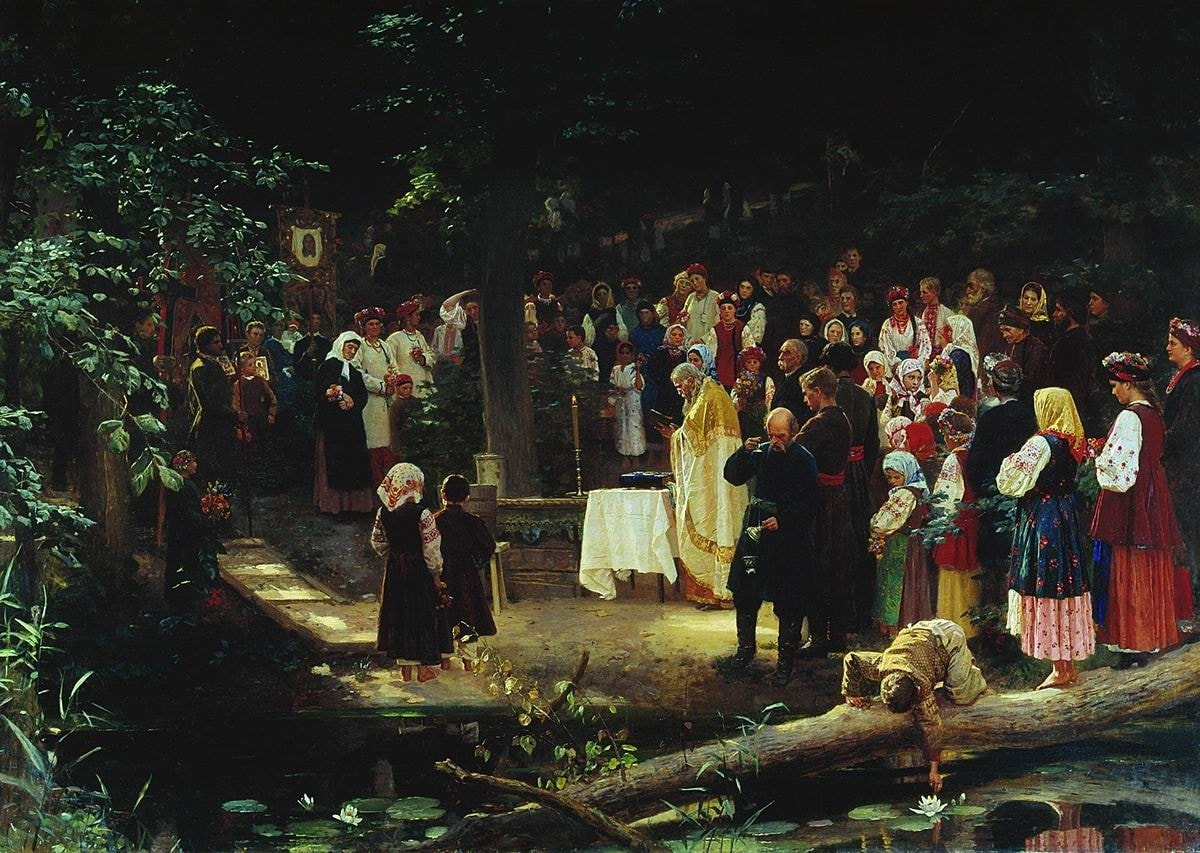
Свято Преображення Господнього (Спаса) в Україні. Худ. Микола Бодаревський

В Україні Свято Преображення Господнього частіше називають Спас. У народі празник Спаса мав світське значення, пов'язане із святом врожаю. Це дає підставу вважати, що його первісне коріння сягає дохристиянських вірувань. Адже майже в усіх давніх народів існували урочисті свята врожаю. Красномовним свідченням того, що Спас символізував свято врожаю, яке згодом використало в своїй обрядовості християнство, є звичай освячувати в церкві дари природи: яблука, сливи, груші, обжинкові вінки, бджолині стільники тощо.
У традиції Вірменської Церкви свято Преображення включене до великоднього циклу, є рухомим і святкується в сьому неділю після П'ятидесятниці.